# Chiesa cattolica in Kazakistan

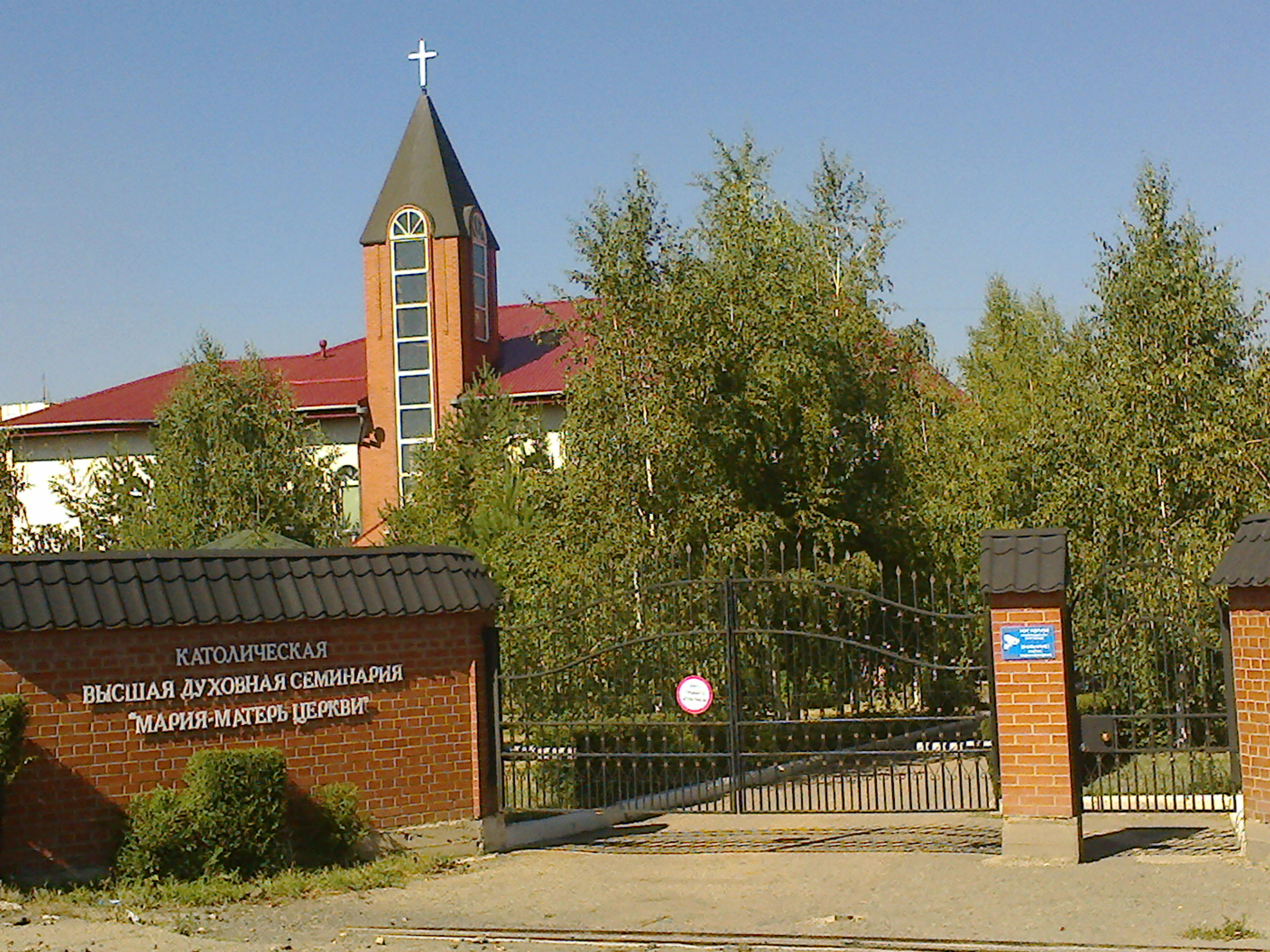
Il seminario interdiocesano "Maria Madre della Chiesa" di Karaganda, che serve come unico seminario per tutte le diocesi cattoliche del Kazakistan.

La Chiesa cattolica in Kazakistan è parte della Chiesa cattolica universale in comunione con il vescovo di Roma, il papa. Essa rappresenta una minoranza religiosa nello Stato dell'Asia centrale, pari a poco più dell'1,14% della popolazione.

## Storia
Sembra che la prima penetrazione cristiana nell'attuale Kazakistan risalga al II secolo, grazie ad alcuni prigionieri di guerra romani deportati in queste terre dai Persiani. Nel XIII secolo il missionario francescano Guglielmo di Rubruck, in viaggio verso l'estremo oriente, battezzò il principe Sartak, dal quale iniziò una vera e propria conversione di massa dei sudditi: i papi perciò iniziarono ad organizzare territorialmente le diocesi, in particolare fondando la diocesi di Kipciak (con papa Niccolò III), affidata ai francescani. Tra XIII e XIV secolo furono inviati nuovi missionari e consacrati nuovi vescovi. Di questa Chiesa non è rimasto più niente.
Una nuova presenza cattolica nel Paese inizia con gli anni trenta del XX secolo con alcuni sacerdoti che, terminata la prigionia nei gulag, rimasero nel Paese, dando inizio a un'attività missionaria clandestina. Molti dei fedeli non erano nient'altro che ex-deportati del regime sovietico. Con la fine dell'Unione Sovietica e l'indipendenza del Kazakistan (1991) la Chiesa cattolica locale ha ripreso vigore. Nel giugno del 2001 papa Giovanni Paolo II ha beatificato un vescovo ed un sacerdote ucraini legati al Kazakistan, Nykyta Budka e Oleksij Zaryc'kyj. Nel settembre dello stesso anno la piccola comunità cattolica del Paese ha ricevuto la visita pastorale del papa. Nel maggio del 2003 è stata eretta la nuova provincia ecclesiastica kazaka, con l'erezione dell'arcidiocesi di Maria Santissima in Astana.
Esiste in Kazakistan anche una comunità greco-cattolica, originata dai deportati della Chiesa greco-cattolica ucraina in epoca staliniana. Nel 2013 è stata consacrata ad Astana la prima chiesa greco-cattolica del Paese, dedicata a San Giuseppe.

## Organizzazione territoriale

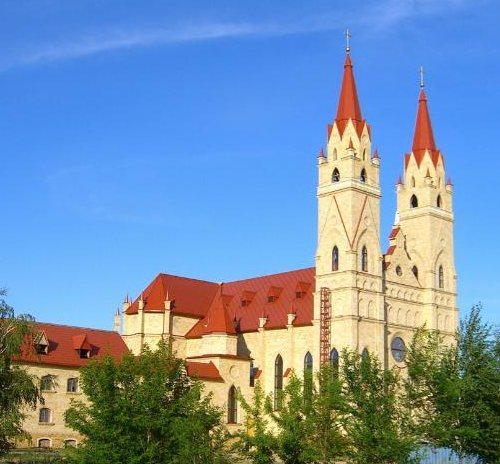
La cattedrale di Nostra Signora di Fátima a Karaganda.

La Chiesa cattolica di rito romano è presente sul territorio con 1 sede metropolitana, 2 diocesi suffraganee ed 1 amministrazione apostolica:
- Arcidiocesi di Maria Santissima in Astana
  - Diocesi della Santissima Trinità in Almaty
  - Diocesi di Karaganda
  - Amministrazione apostolica di Atyrau

I fedeli cattolici di rito bizantino fanno riferimento ad una propria circoscrizione ecclesiastica:
- Amministrazione apostolica del Kazakistan e dell'Asia Centrale

## Statistiche
Alla fine del 2004 la Chiesa cattolica in Kazakistan contava:
- 44 parrocchie;
- 74 preti;
- 77 suore religiose;
- 5 istituti scolastici;
- 28 istituti di beneficenza.

La popolazione cattolica ammontava a 182.600 battezzati, pari all'1,14% della popolazione.
Il Kazakistan è ancora oggi il paese dell'Asia centrale con il maggior numero di cattolici.
Grazie all'aiuto missionario nel paese, vi è una crescita di kazaki che si convertono al cattolicesimo, soprattutto nella capitale Astana.

## Nunziatura apostolica
La nunziatura apostolica del Kazakistan è stata istituita il 17 ottobre 1992 con il breve Partes Nostras di papa Giovanni Paolo II.
- Marian Oles (9 aprile 1994 - 11 dicembre 2001 nominato nunzio apostolico in Macedonia e Slovenia)
- Józef Wesołowski (16 febbraio 2002 - 24 gennaio 2008 nominato nunzio apostolico nella Repubblica Dominicana)
- Miguel Maury Buendía (19 maggio 2008 - 5 dicembre 2015 nominato nunzio apostolico in Romania)
- Francis Assisi Chullikatt (30 aprile 2016 - 1º ottobre 2022 nominato nunzio apostolico in Bosnia ed Erzegovina e Montenegro)
- George George Panamthundil, dal 16 giugno 2023

## Conferenza episcopale
Da giugno 2003 a settembre 2021 l'episcopato locale era riunito nella Conferenza Episcopale del Kazakistan, che è stata soppressa per la contestuale erezione della conferenza episcopale dell'Asia centrale che riunisce i vescovi delle Chiese cattoliche presenti in Kazakistan, Uzbekistan, Kirghizistan, Turkmenistan e Tagikistan.
Elenco dei presidenti della Conferenza episcopale del Kazakistan:
- Arcivescovo Tomasz Peta (maggio 2003 - 2015)
- Vescovo José Luís Mumbiela Sierra (2015 - 2022)[5]

Elenco dei segretari generali della Conferenza episcopale del Kazakistan:
- Vescovo Athanasius Schneider, O.R.C.